# Flora (escultura)
Flora é uma escultura de cera de Flora por Richard Cockle Lucas, agora no Museu Bode em Berlim.

## Proveniência
Wilhelm von Bode viu o busto em uma galeria de Londres e o comprou por algumas libras para o Museu Kaiser Friedrich em 1909. Bode estava convencido de que o busto era de Leonardo da Vinci. Apareceram evidências contra a autoria de Da Vinci, mas, apesar das evidências, Bode continuou a alegar que sua atribuição original estava correta. Em 2021, uma análise mostra que o busto é feito principalmente de espermacete, uma substância cerosa produzida na cabeça dos cachalotes. Esta descoberta levou os cientistas a aplicar um método de calibração para datar com precisão o objeto, revelando que a Flora não foi produzida quando da Vinci estava vivo. Em vez disso, o busto foi provavelmente esculpido durante o século XIX.